# Santa Lucía (El Seibo)
El distrito municipal de Santa Lucía, creado por la ley 369-06, es una comunidad perteneciente al municipio de Santa Cruz de El Seibo, cabecera de la provincia de El Seibo, en la República Dominicana. Está compuesta por la sección La Higuera, que es la ciudad cabecera. El Distrito Municipal Santa Lucía está integrado por las secciones: La Higuera y El Pintado y sus respectivos parajes.
Su economía tiene como base económica la actividad comercial, la agricultura (particularmente café, caña de azúcar, cacao y cítricos) y la ganadería.
En diciembre de 2013, haitianos que protestaban en contra de la sentencia 0168-2013 del Tribunal Constitucional de la República Dominicana quemaron la bandera dominicana

## Personas destacadas
- Cardenal Octavio Antonio Beras Rojas
- Freddy Beras-Goico
- Charytín Goico